# Лукьяново (Вашкинский район)
Лукьяново — деревня в Вашкинском районе Вологодской области.
Входит в состав Васильевского сельского поселения, с точки зрения административно-территориального деления — в Васильевский сельсовет.
Расстояние по автодороге до районного центра Липина Бора — 3,3 км, до центра муниципального образования деревни Васильевская — 0,3 км. Ближайшие населённые пункты — Васильевская, Конечная, Заречный.
По переписи 2002 года население — 88 человек (47 мужчин, 41 женщина). Преобладающая национальность — русские (97 %).